# Коберський Лев
Ле́в (Левко) Кобе́рський (* 1897 — † 29 листопада 1914, Воловець сучасної Закарпатської області) — провідник шкільного Пласту у Самборі.

## Життєпис
Сімнадцятирічним пішов в УСС, підстаршина, провідник третьої чоти.
Кавалер першої бойової нагороди Українських Січових Стрільців — срібної медалі хоробрості — за бій 27-28 вересня 1914 під Сянками і Нижніми Верецьками — сотні Василя Дідушка та Осипа Семенюка. Сотня Дідушка отримала визнання від команданта оборони Верецького просмику полковника Шпарбера, зокрема третя чота Коберського, котра витримала головний натиск ворога та зазнала найбільших втрат.
Помер від ран, не отримавши вчасно медичної допомоги.

## Вшанування пам'яті
12 квітня 2016 року голова Закарпатської ОДА Геннадій Москаль на честь Левка Коберського у селищі Воловець перейменував вулицю В.Терешкової.